# Disa andringitrana
Disa andringitrana är en orkidéart som beskrevs av Rudolf Schlechter. Disa andringitrana ingår i släktet Disa och familjen orkidéer. Inga underarter finns listade i Catalogue of Life.